# Production aérobie de méthane

Méthane.

La production aérobie de méthane, théorisée pour la première fois en 2006, est une voie biologique potentielle de production de méthane atmosphérique (CH4) en conditions oxygénées.
Le méthane naturel est essentiellement issu d'une méthanogénèse, qui est une forme de respiration anaérobie utilisée par des micro-organismes dit anaérobies, c'est-à-dire vivant en condition anoxique (sans oxygène).
Des preuves significatives suggèrent l’existence d'une autre voie, aérobie à partir de biomasse végétale terrestre et d'origine non microbienne, et dans des conditions proches de la température ambiante,,,,, mais cette voie est encore mal comprise, voire controversée,,.
La température et un catalyseur naturel (lumière ultraviolette du soleil) seraient deux facteurs clés dans ce processus. Du méthane pourrait aussi être produit en conditions aérobies dans l’eau de mer, près de la surface, via un processus qui implique probablement la dégradation du méthylphosphonate.

## À partir de nécromasse terrestre

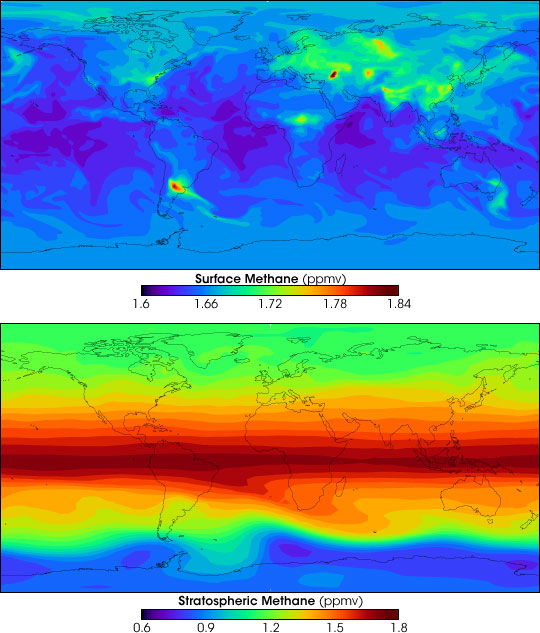
Distribution globale du méthane atmosphérique.

### Découverte
En 2005, Frankenberg et ses collègues publient une étude sur la distribution mondiale du méthane dans laquelle ils ont utilisé la spectroscopie d'absorption proche infrarouge embarquée dans l'espace. Ils identifient des rapports de mélange de méthane significativement et anormalement élevés dans les régions tropicales, au-dessus des forêts à feuilles persistantes ; ces données correspondraient, de manière surprenante, à une source tropicale supplémentaire de 30 à 40 Tg durant la période de l'étude (août-novembre), sans explication adéquate permise dans le cadre du budget global actuellement accepté du méthane. Cela incite Keppler ses collègues à étudier la plausibilité d'une hypothèse de formation de méthane par la biomasse végétale. Ils incubent en flacons de verre scellés des feuilles coupées, et étudient les émissions de plantes intactes dans une chambre en plexiglas scellée. Dans les deux cas, l'environnement est contrôlé ; l'air était initialement exempt de méthane, et on suit le taux de méthane de l'air, toujours en conditions aérobies rendant peu probable une production significative de méthane par des méthanogènes. Cette possibilité a en outre été exclue en mesurant la production de méthane par un tissu foliaire préalablement stérilisé par rayonnement gamma. L'hypothèse est que le composant structurel pectine joue dans la feuille un rôle important dans la formation in situ de méthane dans les plantes. Mais le mécanisme biochimique précis de cette production de méthane n'est pas élucidé.

### Études complémentaires
Wang et ses collègues ont constaté que les émissions de méthane variaient considérablement selon les espèces végétales, ajoutant que les arbustes sont bien plus susceptibles de produire du méthane que les herbacées.
Ils ajoutent que parmi les herbacées testées, celles qui émettaient du méthane le faisaient à partir des tiges, mais pas à partir des feuilles détachées, tandis que les arbustes émettaient généralement des concentrations de méthane plus élevées à partir des feuilles détachées.
Keppler et ses collègues confirment leurs conclusions antérieures, et apportent « une preuve isotopique sans ambiguïté que les groupes méthoxyles de la pectine peuvent agir comme source de CH4 atmosphérique, en conditions aérobies » mais ils n'ont toujours pas pu identifier le mécanisme chimique en cause.

### Influence de la température et de la lumière
Keppler et ses collègues notent que la libération de méthane se montre « très sensible à la température : les concentrations doublaient approximativement à chaque augmentation de 10 °C sur la plage de 30 à 70 °C, suggérant un processus non enzymatique plutôt qu'un processus à médiation enzymatique ».
Ils ajoutent que « les taux d'émission augmentent considérablement, d'un facteur 3 à 5 (jusqu'à 870 ng par g (poids sec et par heure), quand les chambres étaient exposées à la lumière naturelle du soleil ». Vigano et ses collègues constatent par ailleurs que « les émissions dues au rayonnement UV solaire sont presque instantanées, ce qui démontre un processus photochimique direct ».

### Importance environnementale et climatique potentielle
Keppler et ses collègues ont calculé une « première estimation » pour cette source de méthane. Leurs calculs se basaient sur des hypothèses générales qui, admettaient-ils, négligeaient « la complexité des écosystèmes terrestres ».
Ils ont estimé que le méthane libéré par la végétation vivante se situait entre 62 et 236 Tg an −1 (moyenne 149 Tg an −1) ; la principale contribution étant attribuée aux forêts tropicales et aux prairies. Selon eux, « la détection d'une source supplémentaire de cette ampleur, soit 10 à 30 % de la puissance actuelle de la source annuelle, nécessite de reconsidérer le bilan global du CH4 ». Des estimations ultérieures, utilisant les données de Keppler et ses collaborateurs ainsi que les données produites par des études ultérieures, ont suggéré une signification mondiale moindre.
Une étude a suggéré que ces émissions mondiales de méthane par les plantes terrestres pourraient n'être « que » de 0,2 à 1,0 Tg méthane an −1, ce qui reste modeste par rapport aux émissions mondiales totales (550 Tg méthane an −1).

### Critiques et données contradictoires
À la suite de la publication des premiers résultats de Keppler et ses collègues, la communauté scientifique a réagi de manière substantielle, souvent en remettant en question ces résultats, en soulignant des défauts méthodologiques, en particulier, concernant la méthode de mise à l'échelle pour calculer les estimations mondiales des émissions de méthane par les plantes terrestres.
D'autres publications ont suivi, mais qui ont elles-mêmes présenté des données contradictoires, entretenant l'incertitude quant au rôle exact des plantes terrestres dans le bilan mondial du méthane.
Dueck et ses collègues ont aussi fait des expériences en chambre avec des plantes intactes, à la manière de celles menées par Keppler et ses collaborateurs mais n'ont trouvé « aucune preuve d'émissions substantielles de méthane provenant de plantes terrestres », suggérant que le méthane observé par Keppler et ses collègues pourraient être liées aux « concentrations ambiantes de méthane dans les espaces aériens intercellulaires et dans les espaces aériens du système terrestre ». Vigano et ses collègues ont ensuite répondu à cette critique en notant que, si la lumière UV est bien un facteur important pour ces émissions de méthane aérobie, « alors il n'est pas surprenant qu'aucune émission n'ait été trouvée par Dueck et ses collaborateurs (2007), car ils ont utilisé des lampes à halogénure métallique HPI-T et des chambres en verre pour leurs mesures » (le verre bloque les UV et ces lampes en émettent peu).
D'autres études ont suggéré que le méthane détecté était du méthane dissous dans l'eau du sol, passé dans la plante, ou issu d'une décomposition spontanée de la matière végétale dans certaines conditions de stress.

## Dans les milieux aquatiques
La sursaturation en méthane des eaux oxygénées proches de la surface des océans, des lacs et des rivières est un phénomène connu, largement observé, mais encore mal compris. Le méthane est souvent sursaturé de 10 à 75 % dans la couche mixte oxygénée de surface des océans, et jusqu'à 1 000 % dans les lacs, ce qui explique les émissions de méthane des zones humides,,.
Plusieurs sources et mécanismes ont été identifiés pour la production de méthane dans les milieux aquatiques. L'une de ces sources est la dégradation du méthylphosphonate dissous dans la colonne d'eau, qui a probablement une importante variable (pouvant être liée à la disponibilité de fer, d'azote et de phosphore dans la colonne d'eau et à la présence et à la nature du processus enzymatique qui traite les méthylphosphonates.
Une deuxième source qui ne semble dépendre d'aucun substrat est l'émission de méthane par le phytoplancton (algues et cyanobactéries) au cours du processus de photosynthèse,.
La présence d'algues et de cyanobactéries dans tous les environnements aquatiques éclairés de la Terre fait, probablement, de ce processus un contributeur important aux émissions de méthane aquatiques. Au cours des dernières décennies, nous avons assisté à une augmentation des blooms (proliférations) de cyanobactéries et d'algues en raison de la pollution anthropique (eutrophisation, dystrophisation) et du réchauffement climatique,.
Le méthane atmosphérique étant un gaz à effet de serre très puissant, on a émis l'hypothèse d'une boucle de rétroaction dans laquelle les algues et les cyanobactéries produisaient du méthane, accentuaient le réchauffement et, par la suite, favorisaient les proliférations. Le diméthylsulfoniopropionate (DMSP) est un composé courant dans les environnements marins utilisé par les algues comme osmoprotecteur. Plusieurs études ont révélé que la dégradation du DMSP par les bactéries entraîne la libération de méthane,.
Les méthylamines sont une source connue de méthane, mais provenant, croyait-on d'environnements anoxiques. En 2018, Bizic et ses collègues ont prouvé que la dégradation des méthylamines entraîne aussi des émissions de méthane en conditions oxiques. Le mécanisme de ce processus n'a été identifié que plus tard, par Wang et ses collaborateurs qui ont montré qu'il était codé par un seul gène très commun,.
Plusieurs autres mécanismes ont été reconnus depuis. En 2022, Perez-Coronel et Beman ont analysé la production de méthane dans l'eau douce et ont trouvé une association avec le « métabolisme (bactério)chlorophyllien et la photosynthèse » ; Keppler et ses collègues ont identifié un mécanisme par lequel les espèces réactives de l'oxygène entraînent la production de méthane par des organismes utilisant potentiellement l'oxygène,.